# Proscomidia bizantină

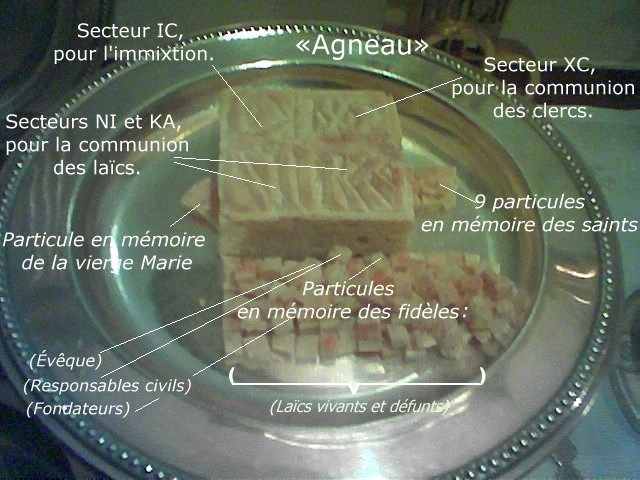
Toate părticelele pe disc.

Proscomidia sau proteza, în ritul bizantin, este o pregătire și punerea înainte (ofertoriu) a darurilor pentru liturghie, ce se îndeplinește la o măsuță laterală – adesea scobită în perete – ce se cheamă proscomidiar. Tradițional, pregătirea darurilor este făcută de către diacon, urmând ca preotul să citească doar rugăciunea punerii înainte. Această datină e încă în vigoare la Ierusalim. Obișnuința slavă a făcut ca toată proscomidia să fie făcută de preot. Proteza simbolizează de obicei ieslea în care ar fi fost culcat Iisus după naștere. 

## Înveșmântarea slujitorilor

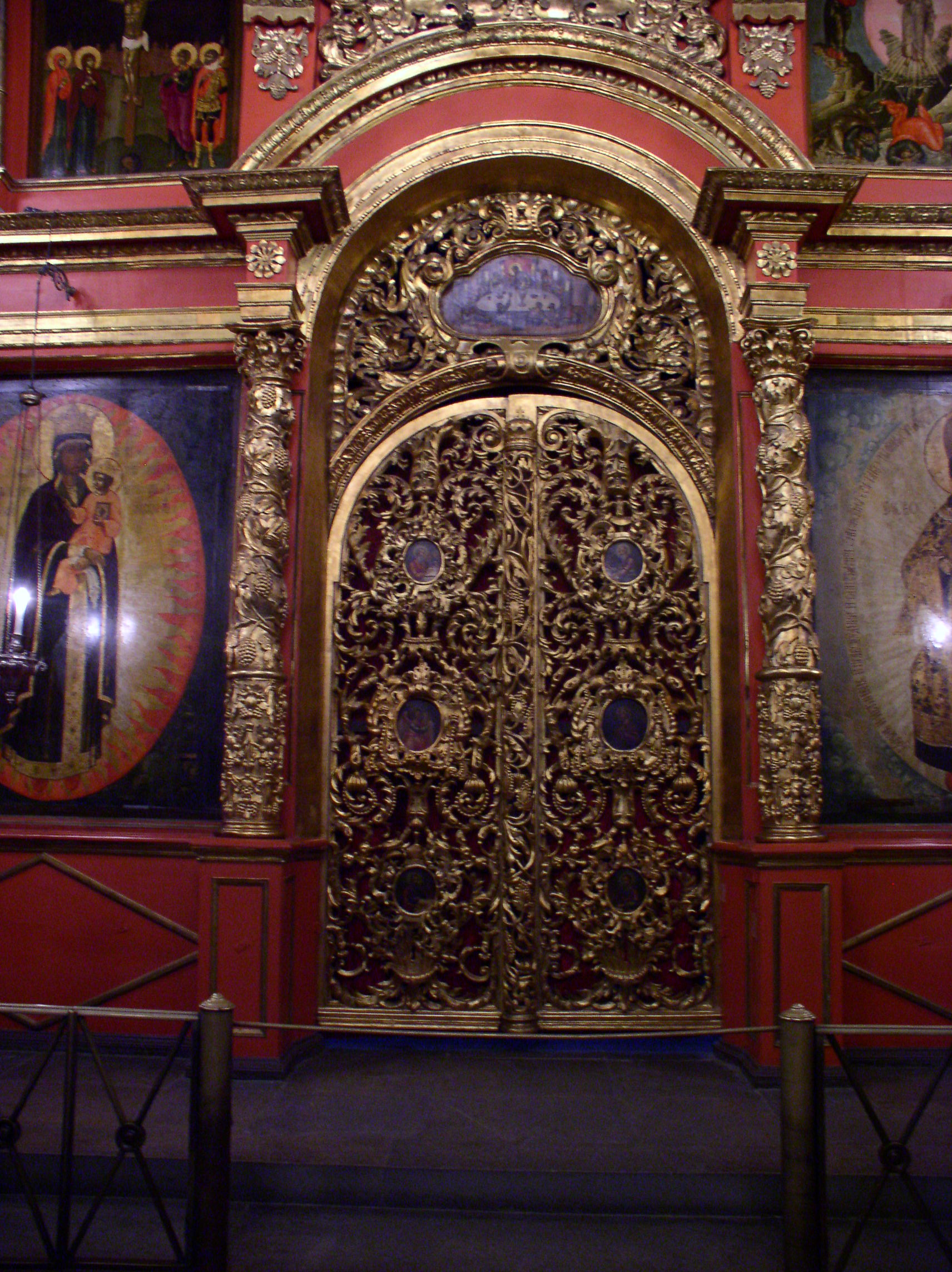
Soleea, cu icoanele împărăteşti la stânga şi la dreapta uşilor.

Pregătirea liturghiei începe cu purcederea în locașul de cult și înveșmântarea slujitorilor. Preotul și diaconul vin pe solee, în fața incoanelor împărătești de pe iconostas, rostesc rugăciunile începătoare, apoi două tropare: unul în fața icoanei lui Iisus, unul în fața icoanei Mariei, și intră în presbiteriu (încăperea unde se află altarul), prin ușa din stânga, adică prin ușa dinspre nord, presupunând că altarul s-ar afla îndreptat spre răsărit.

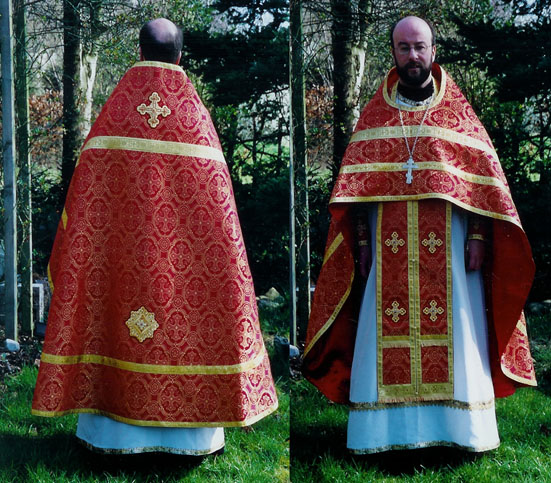
Preot în toate veşmintele pentru liturghie.

Dacă veșmintele liturgice se află în diaconin (sacristie), preotul și diaconul merg în sacristie, pentru a se înveșmânta.
Preotul binecuvintează veșmintele diaconului, adică dalmatica, orarul, mânecuțele, și eventual stiharul, în caz că diaconul ar purta și stihar obișnuit sub dalmatică. Diaconul se înveșmântează, rostind scurte versete biblice.
Preotul își binecuvintează și veșmintele proprii, și se înveșmântează, rostind și el versete biblice. Astfel, își ia stiharul, epitrahilul, mânecuțele, brâul, și felonul. Dacă e demnitar, preotul își ia și epigonațiul pe sub felon și, eventual, crucea pectorală. În cazul în care e de a face cu un episcop, acesta își pune și omoforul și, eventual, un sacos în loc de felon.

## Spălarea mâinilor
Slujitorii își spală mâinile, rostind a doua parte a psalmului psalmul 25, începând cu versetul: « Spăla-voi între cele nevinovate mâinile mele, și voi înconjura altarul tău. » Apoi se duc la proscomidiar, o măsuță, uneori tocmai scobită în perete, în partea stângă a presbiteriului.

## Pregătirea proscomidiarului

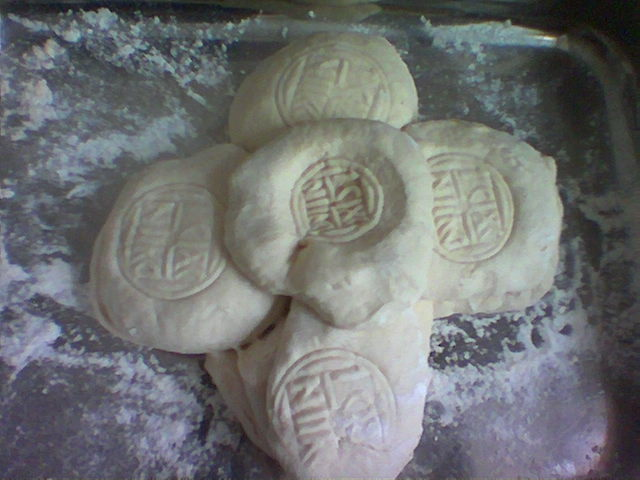
Prescură cu 5 părţi.

În Ardeal și la greci se folosește o singură prescură (pâine de liturghie). În Vechiul Regat se folosește de obicei o prescură cu cinci sau șase părți. La slavi se folosesc șase prescuri. În indicațiile următoare, se presupune existența a șase prescuri. Acolo unde nu sunt atâtea, părticelele se taie dintr-una și aceeași prescură.
La Ierusalim, diaconul face proscomidia singur, iar preotul rostește doar ofertoriul. La slavi, preotul președinte al celebrării face toată proscomidia, însoțit de diacon. La români, de obicei preotul cel mai mic în grad – dacă sunt mai mulți de față – face proscomidia, însoțit de diacon. În explicațiile următoare, se presupune că ar face proscomidia un preot, însoțit de diacon. La Ierusalim, diaconul rostește însuși rugăciunile și versetele biblice corespunzătoare.
Preotul și diaconul fac trei închinăciuni în fața proscomidiarului, unde sunt gătite:
- vasele liturgice: discul (sau patena), potirul (sau cupa), sulița liturgică (sau copia), lingurița;
- prescurile, cănile cu vin și apă, castronul pentru anafură, o lumînare aprinsă, o placă de lemn, pe care urmează a se face tăierile, și eventual o icoană, de regulă cu nașterea lui Iisus (înlocuită în Ardeal și Ucraina cu o icoană euharistică ori cu icoana coborîrii la iad);
- acoperăminte liturgice: acoperământul discului, acoperământul potirului, aerul liturgic, și procovățul (purificatorul).

Preotul ia în mână prima prescură, și eventual sulița – un cuțit special – și le ridică la nivelul frunții. În acest timp, preotul – la melchiți și diaconul dimpreună – se roagă, rostind troparul Vinerii Mari: « Răscumpăratu-ne-ai din blestemul legii, cu scump sângele tău. »

## Decupările

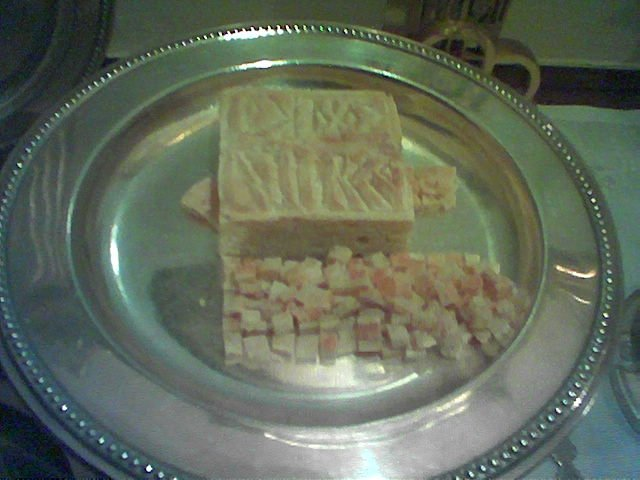
Părticelele pe disc, la proscomidie.

La slavi și români, preotul începe cu cuvintele: « Bine este cuvântat Dumnezeul nostru, totdeauna, acum și pururea și în vecii vecilor. »

### Agnețul

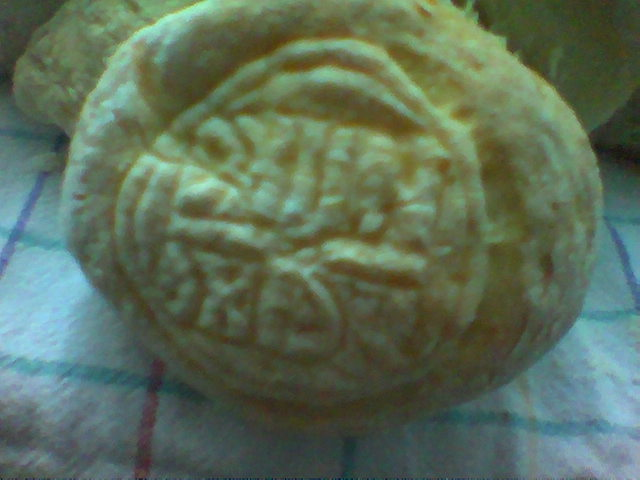
Corn de prescură, cu pecetea necesară pentru a decupa agneţul.

Pe prescură se află mai multe peceți, făcute cu prescurnicerul de către cei ce au făcut prescura. Preotul alege pecetea pe care o consideră cea mai potrivită (literele se văd limpede, este crescută așa încât să poată fi bine tăiată etc.), și face cruce peste ea de trei ori cu sulița, zicând: « Întru pomenirea Domnului și Dumnezeului și Mântuitorului nostru Iisus Christos ».
Pecetea are formă pătrată. Acest pătrat conține la rândul lui patru pătrate, cu inscripțiunile:
- IC (« Iisus »), sus, în stânga;
- XC (« Hristos »), sus, la dreapta;
- NI și KA, jos (în greacă, νικά = « învinge ».

Preotul, rostind versete din Biblie, cartea Isaia, capitolul 53, va decupa agnețul cubic, în felul următor. Mai întâi face o inciziune adâncă prin bordura stângă a peceții, anume în dreptul lui IC și NI, zicând: « Ca un miel spre junghiere s-a adus. » A doua inciziune se va face prin bordura dreaptă, în dreptul lui XC și KA, zicând: « Și ca o oaie fără de glas împotriva celui ce o tunde pe ea, așa nu și-a deschis gura sa. » Urmează o a treia inciziune prin bordura de sus, în dreptul lui IC și XC, cu cuvintele: « Întru smerenia lui judecata lui s-a arătat ». A patra inciziune se face prin bordura de jos, în dreptul lui NI și KA, cu cuvintele: « Și pe neamul lui, cine-l va spune? » După aceasta, preotul face o inciziune pe un plan paralel cu pecetea, în unghi drept față de celelalte inciziuni precedente, și astfel scoate agnețul afară din prescură, zicând: « Că s-a luat de pe pămînt viața lui. »

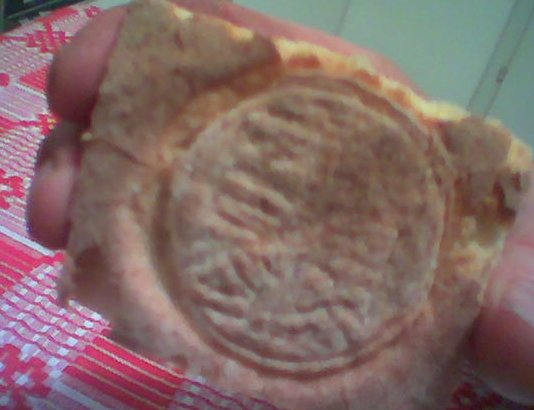
Agneţ tocmai scos din prescură.

Preotul ia agnețul în mână, și-l întoarce cu coaja (inscripțiunile) în jos, și cu miezul în sus, și așa-l pune pe placă. Apoi, cu sulița, taie miezul (fără însă a tăia și coaja), încât să despartă mai mult sau mai puțin cele patru părți ale agnețului. Astfel dosul agnețului – partea cu miezul – va avea o cruce încrustată. Făcând încrustările, preotul zice prima parte din versetul X din capitolul X din Evanghelia după Ioan: « Un ostaș cu sulița a împuns coasta lui. » Și așa pune pe disc agnețul, întorcându-l cu coaja în sus, și așezându-l pe partea de sus a discului.

### Umplerea potirului

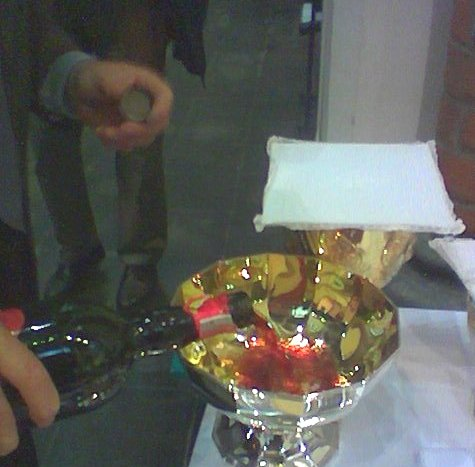
Potirul.

Preotul continuă cu partea a doua a versetului de mai sus: « Și îndată a ieșit sânge și apă; și cel ce a văzut a mărturisit, și adevărată e mărturia lui. » La cuvintele ‘‘sânge și apă’’, diaconul toarnă vinul și apa în potir. Cât despre cantitatea apei, Tipicul de Blaj spune că aceasta trebuie să fie cam a opta parte din cantitatea vinului. Tipicul de București spune despre apa din potir că aceasta « nu trebuie să schimbe firea vinului », iar Dr Badea Cireșanu spune că o picătură simbolică e de ajuns, însă totalitatea apei ce se varsă în potir (aici, la proscomidie, și înainte de cuminecare, la liturghie) nu trebuie să depășească o pătrime din cantitatea vinului.

### Părticelele lunguiețe
Agnețul ar trebui să fie destul de voluminos, încât mai târziu, la liturghie, să fie de ajuns pentru toți care se împărtășesc, clerici și laici. Drept aceea, la Kiev și Moscova se folosesc discuri voluminoase, pe care se pune un agneț gigantic. Totuși, pe alocurea, inspirându-se de la ostiile latine, unii melchiți prevăd în acest moment al proscomidiei decuparea unor bucăți lunguiețe, ce urmează a se pune de disc în spatele agnețului. Aceste părticele au început a fi folosite și la Cluj prin anii 1940, conform observației arhimandritului Teodosie Bonteanu. După 1990 se folosesc aproape  peste tot în comunitățile greco-catolice din România, întâmpinând o opunere doar din partea rutenilor din Maramureș. Bucățelele respective sunt practice pentru cuminecarea cu degetele (fără linguriță), însă e combătută unanim de către liturgiștii contemporani.

### Mirida Mariei
Dintr-a doua prescură, preotul decupează un triunghi, în cinstea Mariei, mama lui Iisus. Aceasta se numește în unele locuri « mirida Maicii Domnului ». În unele părți, în loc de triunghi se decupează o piramidă. Decupând triunghiul sau piramida, preotul spune: « În cinstea preabinecuvântatei, măritei, Stăpânei noastre, de Dumnezeu Născătoarei și pururea fecioarei Maria, pentru ale cărei rugăciuni cercetează-ne pe noi, Doamne. » Preotul pune triunghiul pe disc, în partea stângă (sau ‘‘dreapta agnețului’’), rostind versetul X din psalmul 144: « De-a dreapta ta a stătut împărăteasa în haină aurită îmbrăcată și preaînfrumusețată. »

### Părticelele celor nouă cete
Preotul taie o coajă lunguiață laterală dintr-a treia prescură. Tăind coaja în zigzag, obține nouă triunghiuri mai mici decât mirida Maicii Domnului. Așează cele nouă triunghiuri pe trei coloane de câte trei, în dreapta agnețului (sau ‘‘stânga agnețului’’), în cinstea a nouă cete de sfinți, cu cuvintele următoare:
- « În cinstea măritului prooroc înaintemergător și botezător Ioan. »

Această secțiune este deocamdată un ciot. Puteți ajuta Wikipedia prin completarea lui!

### Părticelele demnitarilor
La români și la slavi se taie, dintr-a patra prescură, și trei triunghiuri în cinstea demnitarilor: ierarhie bisericească; rege (în regate), guvern (în republici), sau o mențiune generală; ctitori ai mănăstirii sau ai bisericii parohiale, fie cu numele, fie cu o mențiune generală. Punând pe disc fiecare din cele trei părticele, preotul zice: « Pomenește, Doamne, pe cutarii... »

### Părticelele pentru vii și răposați
La greci, melchiți, și în Ardeal, se pun câteva firimituri pe disc, jos în stânga pentru cei vii, iar jos în dreapta pentru cei răposați. În general se pomenesc doar cei care au nevoie de rugăciune în perioada respectivă. La slavi, se începe prin pomenirea celor morți de moarte subită, folosind o rugăciune lungă, inspirată din anafora bizantină a lui Vasile cel Mare.

## Acoperirea darurilor
Terminand acestea (vezi mai sus), preotul binecuvinteaza tamaia din cădelniță, si luand steluta, o apropie de cădelniță, o saruta si o aseaza pe disc. Ia apoi acoperamantul discului, il apropie de cădelniță, il saruta si acopera discul, zicand: "Domnul a impărățit...". La fel procedeaza cu acoperamantul potirului, zicand: "Acoperit-au cerurile bunatatea Ta...". Apoi ia acoperamantul cel mare, acopera discul si potirul si zice: "Acopere-ne cu acoperamantul aripilor Tale...", dupa care zice rugaciunea punerii inainte: <<Doamne ,Dumnezeul nostru...>>, apoi face apolisul, tamaiaza sf. masa si intreg altarul, zicand: <<In mormant cu trupul...>>Ps.50.  